# 韓国のホンネ
韓国のホンネ（かんこくのホンネ）とは2013年2月28日に竹書房から出版された書籍の名称。著者は安田浩一、朴順梨である共著。本当のところは韓国は日本に対してどのような思いを持っており、反日思想というのはどのようなものであるかが述べられた書籍。これは日本人と在日韓国人の作者が組んで韓国で現地取材を行って、そこから知ることができた、現代の韓国人はどのような考えを持っているかが内容となっている。